# Tian Liang
Tian Liang (Chongqing, China, 12 de agosto de 1979) es un clavadista o saltador de trampolín chino especializado en plataforma de 10 metros, donde consiguió ser campeón mundial en 2001.

## Carrera deportiva
En el Campeonato Mundial de Natación de 1998 celebrado en Perth (Australia), ganó la medalla de plata en saltos desde la plataforma de 10 metros, con una puntuación de 699 puntos, tras el ruso Dmitri Sautin  (oro con 750 puntos) y por delante del alemán Jan Hempel (bronce con 624 puntos). Y en el Campeonato Mundial de Natación de 2001 celebrado en Fukuoka ganó el oro en la misma prueba, con una puntuación de 688 puntos, por delante del canadiense Alexandre Despatie y del australiano Mathew Helm.

## Filmografía

### Programas de variedades
| Año  | Programa   | Notas                 |
| ---- | ---------- | --------------------- |
| 2017 | Ace vs Ace | (ep. 2.02) - invitado |
| 2016 | Happy Camp | invitado              |